# Agrocybe olivacea
Agrocybe olivacea är en svampart som beskrevs av Watling & G.M. Taylor 1987. Agrocybe olivacea ingår i släktet marktofsskivlingar och familjen Strophariaceae.   Inga underarter finns listade i Catalogue of Life.